# Иеремиил
Архангел Иеремиил е един от архангелите според християнската православна традиция. Иеремиил в превод от еврейски език означава – „възвисяване към Бога“, „височина Божия“.
В Библията името му се споменава във второканоничната Трета книга на Ездра, където той заедно с архангел Уриил идва при пророка Ездра и отговаря на неговите въпроси за края на света: „...Нали за същото питаха душите на праведните в своите затвори, думайки: докога ще се надяваме тъй? и кога ще дойде плодът на нашата отплата?“ На това ми отговори архангел Иеремиил: „когато се изпълни броят на семената във вас, защото Всевишният с теглилка е претеглил тоя век, с мярка е измерил времената и с число е изброил часовете – и няма да потикне и няма да ускори, докле се не изпълни определената мяра...“ (3 Ездра 4:36)
В иконографията традиционно архангел Иеремиил се изобразява държащ теглилки в дясната си ръка.
Архангел Иеремиил съдейства и помага на хората за тяхното възвръщане и възвисяване към Бога.